# Sông Đắk Ki Na
Sông Đắk Ki Na (tên khác: Sông Đắk Ken) là một con sông đổ ra sông Srêpốk. Sông có chiều dài 90 km và diện tích lưu vực là 373 km². Sông Đắk Ki Na chảy qua các tỉnh Đắk Nông, Đắk Lắk.